# Улица 1 Танковой бригады
Улица 1 Танковой бригады (до 2023 года — улица Генерала Белова) (укр. Вулиця 1 Танкової бригади) — улица в Деснянском районе города Чернигова. Пролегает от проспекта Михаила Грушевского (1 Мая) до улицы Кольцевая, исторически сложившаяся местность (район) Бобровицкий жилой массив.
Примыкают улицы Космонавтов, Владимира Коваленко (Генерала Пухова).

## История
Улица была проложена в начале 1970-х годов в ходе строительства Бобровицкого жилого массива. Новая улица была названа улица Генерала Белова — в честь Героя Советского Союза Павла Алексеевича Белова.
Улица (до примыкания улицы Генерала Пухова) застраивался вместе с другими улицами Бобровицкого жилого массива в 1970-х годах, конец улицы непарной стороны — 1980-1990-х годах. Согласно топографической карте M-36-15, по состоянию местности на 1985-1987 годы отсутствует многоэтажная жилая застройка конца улицы (после примыкания улицы Генерала Пухова) непарной стороны. Кроме того, согласно Опорному плану Чернигова 2001 года, данный участок до 1999 года был вне черты города Чернигова. В 1994 году сдан в эксплуатацию 14-этажный дом (№ 25), расположенный на перекрестке с улицей Генерала Пухова.
На доме № 30 установлена мемориальная доска Белову П. А.
С целью проведения политики очищения городского пространства от топонимов, которые возвеличивают, увековечивают, пропагандируют или символизируют Российскую Федерацию и Республику Беларусь, 21 февраля 2023 года улица получила современное название — в честь формирования танковых войск Вооружённых сил Украины 1-й отдельной танковой бригады, согласно Решению Черниговского городского совета № 29/VIII-7 «Про переименование улиц в городе Чернигове» («Про перейменування вулиць у місті Чернігові»). «Были проведены консультации с командованием 1-й танковой бригады, именно в районе данной улицы (возле «Эпицентра») велись решающие бои (2022) и связи с этим логично и символично новое название для улицы».

## Застройка
Улица пролегает в северо-восточном направлении. Парная сторона улицы занята многоэтажной жилой застройкой (5-9-этажные дома). Непарная — нежилой застройкой; в конце улицы (после примыкания улицы Генерала Пухова) — многоэтажной жилой застройкой (преимущественно 9-этажные дома, а также 11-14-этажные дома). Построен 13-этажный дом № 17 с округлыми углами фасада — один из трёх домов данной серии в городе (другие дом № 40 улицы Независимости и дом № 15А улицы Текстильщиков).
Учреждения:
1. дом № 4/22 — инженерно-строительный факультет ЧНТУ
2. дом № 4 А — научно-исследовательский институт строительства ЧНТУ
3. дом № 13 — КП «Пожтехника»
4. дом № 16 — детсад № 60
5. дом № 30 А — детсад № 72